# Ken Mudford
Ken Mudford (Matamata, 17 de abril de 1923 - Matamata, 17 de mayo de 2004) fue un piloto de motociclismo neozelandés, que compitió en el Campeonato del Mundo de Motociclismo entre 1951 y 1953.

## Biografía
Sus primeras apariciones en competiciones internacionales se pueden encontrar en la disputa del Tourist Trophy.
En cuanto a Mundial, aparece de forma regular en el Gran Circo en el 1952 con apariciones en 350cc y en 500cc, aunque no consiguió puntuar en ninguna de sus participaciones. Al siguiente año consiguió su única victoria en el Mundial en el Gran Premio del Úlster, cuando fue llamado por Norton para reemplazar al lesionado Ray Amm. De esta manera, Mudford, se convirtió en el primer piloto de Nueva Zelanda en subir en lo más alto del podio de una prueba mundial. En esa cilindrada, también consiguió un tercer lugar en el Gran Premio de Alemania, aunque esa carrera no acabara siendo puntuable para la general del Campeonato del Mundo. Eso le propició a acabar en el séptimo lugar en la clasificación final en 350cc.

## Resultados
Sistema de puntuación en 1949:
| Posición | 1  | 2 | 3 | 4 | 5 | V.Ráp. |
| Puntos   | 10 | 8 | 7 | 6 | 5 | 1      |

Sistema de puntuación de 1950 a 1968:
| Posición | 1 | 2 | 3 | 4 | 5 | 6 |
| Puntos   | 8 | 6 | 4 | 3 | 2 | 1 |

(carreras en cursiva indica vuelta rápida)
| Año  | Cat.  | Moto   | 1       | 2       | 3       | 4       | 5       | 6       | 7     | 8     | 9       | Pts. | Pos. |
| ---- | ----- | ------ | ------- | ------- | ------- | ------- | ------- | ------- | ----- | ----- | ------- | ---- | ---- |
| 1951 | 350cc | AJS    | ESP -   | SUI -   | IOM 18  | BEL 12  | NED Ret | FRA Ret | ULS - | NAT - |         | 0    | -    |
| 1951 | 500cc | AJS    | ESP -   | SUI -   | IOM Ret | BEL -   | NED -   | FRA -   | ULS - | NAT - |         | 0    | -    |
| 1952 | 350cc | AJS    | SUI -   | IOM Ret | NED 9   | BEL 14  | RFA 9   | ULS -   | NAT - |       |         | 0    | –    |
| 1952 | 500cc | Norton | SUI -   | IOM 8   | NED 10  | BEL Ret | RFA -   | ULS -   | NAT - | ESP - |         | 0    | –    |
| 1953 | 350cc | AJS    | IOM 7   | NED 7   | BEL 7   |         | FRA -   | ULS 1   | SUI - | NAT 8 |         | 8    | 7.º  |
| 1953 | 500cc | Norton | IOM Ret | NED Ret | BEL 14  | RFA -   | FRA -   | ULS 6   | SUI - | NAT - | ESP Ret | 1    | 19.º |